# Ascite
Per ascite si intende la raccolta di liquido nella cavità peritoneale.
Anche se fastidiosa, non è intrinsecamente nociva. Tuttavia, le relative cause e complicazioni sono entrambe problemi di salute significativi. L'ascite può manifestarsi a causa di un'insufficienza epatica o di una cirrosi epatica.

## Diagnosi semeiotica
La semeiotica tradizionale ha delle tecniche per rilevare l'ascite. L'ascite lieve è difficile da notare, ma l'ascite severa conduce a distensione addominale. I pazienti con ascite generalmente lamentano un gonfiore e pesantezza addominale progressivo che preme sugli organi, così come anche la dispnea (difficoltà a respirare) a causa di ostruzione meccanica al movimento del diaframma.

### Ispezione
In un paziente con versamento ascitico, specie se importante, può essere osservato all'ispezione un tipico addome batraciano ("rigonfiamento dei fianchi").

### Percussione
Alla percussione dell'addome si può apprezzare un suono ottuso in corrispondenza del versamento libero intra-peritoneale, con passaggio a un suono timpanico in corrispondenza delle anse intestinali piene di gas (che si ritrovano quindi a galleggiare sull'ascite). Questo livello di passaggio dall'ottusità percussiva al timpanismo varia al variare del decubito del paziente (per esempio dalla posizione supina a quella prona).

### Segno del fiotto
Nell'ascite che tende a essere massiccia si può praticare una manovra semeiologica nota come segno del fiotto. Questa si effettua grazie alla presenza di due operatori: (1) l'assistente che pone la mano al centro della pancia del paziente (che applicherà quindi una sorta di fermo: permette di evitare la trasmissione dell'onda da strutture che non sono in profondità), e (2) colui che opera la manovra applica le mani ai lati dell'addome; la percussione con una mano a piatto su un lato causerà un effetto di movimento dell'onda di liquido che può essere percepito in modo distintivo dall'altra mano posta a piatto sul lato opposto dell'addome.

### Segno del ghiacciolo
Il segno del ghiacciolo consiste nell'imprimere una pressione sul fegato che galleggia sul liquido ascitico, fino ad affondarlo nell'addome; poiché il fegato viene subito risospinto verso l'alto, per il principio di Archimede, la mano dell'operatore lasciata aderente alla cute potrà sentire il "colpo" dovuto all'organo che rimbalza in superficie.

### Altri segni
Altri segni dell'ascite possono essere presenti causa della sua eziologia sottostante. Ad esempio, nell'ipertensione portale (come conseguenza di cirrosi oppure fibrosi epatica) i pazienti possono anche soffrire di gonfiore alle gambe (edema), irritazioni alla pelle, ginecomastia, ematemesi, oppure alterazioni mentali dovute ai ritmi cerebrali causate dall'encefalopatia. Chi soffre di ascite da cancro (carcinosi peritoneale) può lamentare fatica cronica o perdita di peso corporeo. Chi soffre di ascite dovuta a insufficienza cardiaca può lamentare mancanza di fiato come pure respirazione stertorea e poca resistenza allo sforzo fisico.

## Diagnosi ematochimica e strumentale
Alcuni esami del sangue sono comunemente fatti per l'ascite, includendo emocromo, elettroliti (natremia, kaliemia, cloremia) e funzione renale (creatininemia, azotemia), enzimi del fegato e glucosio. Se la causa non è evidente, un esame sierologico alla ricerca di virus conosciuti come causa dell'epatite e la ferritinemia potrebbero contribuire alla diagnosi.
L'indagine con ecografia Doppler può essere un importante aiuto, e potrebbe identificare così problemi come la sindrome di Budd-Chiari, la trombosi portale venosa e la cirrosi. Inoltre, l'ecografia può stimare la quantità di liquido ascitico.
Studi del liquido rimosso dalla paracentesi (vedi sotto) possono contribuire alla diagnosi. La paracentesi può anche aiutare per la diagnosi di una peritonite batterica spontanea, una seria complicazione dell'ascite.

## Classificazione
L'ascite si classifica in tre gradi:
- I grado: lieve, visibile solo all'ecografia
- II grado: rilevabile all'esame obiettivo con la presenza di ottusità mobile alla percussione
- III grado: direttamente visibile all'ispezione dell'addome, confermata dal segno del fiotto positivo.

## Fisiopatologia
Il liquido ascitico può avere le caratteristiche del trasudato o dell'essudato. Quantità di ascite sino a 10 litri sono comuni.
Approssimativamente, il trasudato è il risultato della pressione aumentata sulla vena porta (8 mmHg), dovuto alla cirrosi, mentre l'essudato è liquido proteico contenente le cellule fuoriuscite a causa della infiammazione.
Di conseguenza gli essudati hanno alta densità, hanno un basso pH (< 7,30), un basso livello di glucosio, e più globuli bianchi. I trasudati hanno poche proteine (<30 g/L), basso LDH, alto pH, glucosio normale, e meno di 1 globulo bianco per 1000 mm³. Clinicamente, la misura più utile è la differenza tra le concentrazioni dell'albumina tra il siero ascitico e il sangue. Una differenza maggiore o uguale a 1,1 mg/dL implica un trasudato.
Riguardo alle cause, il sequestro di fluido nell'addome porta a un'addizionale ritenzione di fluido da parte dei reni a causa dell'effetto stimolatorio sugli ormoni che regolano la pressione sanguigna, soprattutto l'aldosterone. Anche il sistema nervoso simpatico è attivato, e la produzione di renina è aumentata a causa della decrementata perfusione del rene. L'estrema diminuzione del flusso sanguigno renale può portare alla temuta sindrome epatorenale.
Altre possibili complicazioni dell'ascite includono la peritonite batterica spontanea (SBP), dovuta alla diminuzione di fattori antibatterici nel fluido ascitico così come del complemento. Molti pazienti ascitici possono presentare SBP e debbono essere trattati con antibiotici specifici.
Se l'ipertensione portale è la causa, le complicazioni possono essere fulminanti, come il sanguinamento dovuto alla rottura di una varice esofagea.

## Cause

### Cause dei trasudati
- Cirrosi epatica - 81%
  - Epatopatia alcoolica - 65%
  - Epatite virale - 10%
  - criptogeniche - 6%
- Infarto - 3%
- Scompenso cardiaco congestizio
- Ipertensione portale in corso di schistosomiasi epato-splenica
- Sindrome di Budd-Chiari o malfunzionamento veno-occlusivo
- Pericardite Costrittiva
- Malnutrizione
- Istoplasmosi

### Cause degli essudati
- Cancro (primario e metastasi) - 10%
- Tubercolosi - 2%
- Pancreatite - 1%

## Complicanze
- Complicanze da diuretici: alterazioni elettrolitiche (iperkaliemia, ipokaliemia, e/o iponatriemia); crampi muscolari; insufficienza renale secondaria a ipovolemia; encefalopatia epatica
- Complicanze da paracentesi: insufficienza renale secondaria a ipovolemia (prevenuta da somministrazione di albumina, plasma expanders); encefalopatia epatica
- Altre complicanze: PBS (peritonite batterica spontanea); ascite refrattaria e pseudo-refrattaria e infine sindrome epatorenale

## Trattamento
Il trattamento dell'ascite è rappresentato dal riposo, da dieta povera di sodio (oltre a ridurre il sale cloruro di sodio, bisogna contenere i cibi che contengono sale nascosto, come la pasta, il pane salato, gli insaccati, ecc.), dai diuretici dell'ansa e meno dei diuretici del tubulo distale come il mannitolo. Una alternativa è rappresentata dalla paracentesi con contemporanea infusione di albumina. Lo spironolattone o il canrenoato di potassio e la furosemide sono i diuretici da utilizzare (N.B: la furosemide impoverisce il contenuto di sodio e potassio nei tessuti, inoltre può provocare ipomagnesiemia, ipocalcemia, ipovolemia acuta con ipotensione). Se l'ascite è refrattaria ai diuretici, la paracentesi può essere l'unica possibilità. La paracentesi può essere eseguita durante un ricovero ospedaliero, in ricovero diurno, in ambulatorio e anche in assistenza domiciliare epatologica. L'ascite drenata può essere analizzata in un laboratorio medico quando si ricerca la causa della stessa o una complicanza. L'ascite che non risponde ai diuretici e richiede numerose paracentesi, quando è dovuta a cirrosi epatica non complicata da trombosi portale o epatocarcinoma, può essere trattata con uno shunt trans-giugulare intra-epatico porto-sistemico (TIPSS). La TIPSS non è scevra da complicanze, anche gravi, ma non esclude la prospettiva di un trapianto di fegato.